# Liamine Zéroual
Liamine Zéroual (in arabo اليمين زروال ‎?) (Batna, 3 luglio 1941) è un politico e generale algerino.

## Biografia
È stato Presidente dell'Algeria dal 31 gennaio 1994 al 27 aprile 1999.
Comandante dell'Esercito popolare nazionale, dal 1994 al 1995 ha presieduto il Supremo Consiglio di Sicurezza insediatosi durante la guerra civile. Si è confermato Presidente in occasione delle elezioni presidenziali del 1995. Nel 1997 ha fondato il Raggruppamento Nazionale Democratico.
Il 30 marzo 2019 ricevette l'offerta di subentrare al suo successore alla Presidenza della Repubblica ma, secondo le risultanze del processo condotto nel settembre 2019 contro Saïd Bouteflika, rifiutò.